# Broka
Broka est une île norvégienne du comté de Vestland appartenant administrativement à Fitjar.

## Description
Rocheuse et désertique, à fleur d'eau, elle s'étend sur environ 237 m de longueur pour une largeur approximative de 196 m. 